# جريان البلازما الكلوي الفعال
جَرَيان البلَازما الكُلوي الفَعَّال (بالإنجليزية: Effective renal plasma flow)‏ ويُدعى اختصاراً eRPF، هو مقياس يُستخدم في فسيولوجيا الكلية لِحساب جريان البلازما الكلوي (RPF) وبالتالي تقييم وظائف الكُلية.
جريان البلازما الكُلوي الفعال = جريان الدم الكلوي × نسبة الاستخلاص
eRPF = RPF × extraction ratio
وتُعرف نسبة الاستخلاص (extraction ratio) على أنها نسبة المركب الذي دخل الكُلية والذي تم إفرازه في البول النهائي.
عندَ استخدام مُركب يمتلك نسبة استخلاص تساوي واحد، ومن الأمثلة على هذه المركبات حمض بارا أمينوهيبوريك حيثُ تقترب فيه قيمة جريان الدم الكُلوي الفعال مع قيمة جريان الدم الكلوي، لذلك يمكن استخدام تصفية هذا الحمض لحساب جريان الدم الكُلوي.